# 1915

## Esdeveniments
Països Catalans
- 15 de maig, primer número de La Revista va ser una publicació, bàsicament de caràcter literari, editada a Barcelona entre els anys 1915 i 1936, i dirigida per Josep Maria López-Picó.[1]
- 14 de juliol, Creació de la Borsa de Barcelona.[2]

- 3 de novembre, Barcelona: Comencen les classes a l'Escola de Bibliotecàries, acabada de crear, a l'edifici del Rellotge del recinte de la Universitat Industrial.[3]
- Inauguració de les Galeries Laietanes de Barcelona.[4]

Resta del món
- 26 d'abril - Londres: Es firma el Tractat de Londres, pacte secret entre el Regne d'Itàlia i la Triple Entesa.[5]

### Premis Nobel
| Camp                  | Guardonats                                     |
| --------------------- | ---------------------------------------------- |
| Física                | - William Henry Bragg - William Lawrence Bragg |
| Química               | - Richard Martin Willstätter                   |
| Medicina o Fisiologia | No atorgat                                     |
| Literatura            | - Romain Rolland                               |
| Pau                   | No atorgat                                     |

## Naixements
Països Catalans
- 19 de gener - Lleida: Víctor Torres, polític català (m. 2011).
- 28 de gener - Barcelona: Susanna March Alcalá, escriptora catalana en castellà (m. 1990).[6]
- 16 de març - Barcelona: Elvira Jofre, actriu de teatre i de veu catalana (m. 1998).[7]
- 30 de març - l'Hospitalet de Llobregat (Baix Llobregat): Francesc Sabaté Llopart, Quico Sabaté o El Quico, maqui català.
- 15 d'abril - Barcelona: Carme Sugrañes Blay, atleta catalana dels anys 30 (m. 1998).[8]
- 16 d'abril - Valls, Alt Camp: Francesc Gomà i Musté, filòsof català (m. 1998).[9]
- 18 de maig, Las Pedroñeras, Conca: Francisca Redondo Cubero, activista i política terrassenca (m. 2007).[10]
- 22 de maig - Barcelona: Maria Antònia Simó i Andreu, alpinista catalana, una de les primeres escaladores del país (m. 2007).[11]
- 16 de juny - Lleida: Cèlia Viñas Olivella, poetessa, escriptora i pedagoga catalana (m. 1954).[12]
- 25 d'agost - Sabadell: Maria Teresa Gavarró i Castelltort, professora i escriptora catalana, llicenciada en Història i Geografia.[13]
- 1 de setembre - Palma: Pere Quetglas i Ferrer Xam, promotor cultural, educador i artista mallorquí (m. 2001).[14]
- 6 d'octubre - els Guiamets (el Priorat): Neus Català i Pallejà, supervivent del camp de concentració nazi de Ravensbrück (m. 2019).[15]
- 7 d'octubre - Carlet, Ribera Alta: Xavier Casp, poeta valencià (m. 2004).[16]
- 17 d'octubre - Barcelona: Conxa Pérez Collado, sindicalista, activista, miliciana i lluitadora antifeixista (m. 2014).[17]
- 26 d'octubre - Llinars del Vallès: Ramon Sabatés Massanell, dibuixant d'historietes d'humor català (m. 2003).
- 16 de novembre - Terrassa: Jacint Morera i Pujals, pintor català.
- 18 de novembre, Barcelona: Rosa Mas i Mallén, violinista i compositora catalana (m. 1988).[18]
- 8 de desembre, Lleida: Pietat Fornesa i Alviñà, pintora catalana (m. 1967).[19]

Resta del món
- 4 de gener, Múnic: Marie-Louise von Franz, psicòloga i erudita junguiana suïssa.[20]
- 12 de gener, Londres: Norman Rufus Colin Cohn, acadèmic
- 18 de gener - Xixón (Astúries, Espanya: Santiago Carrillo, polític espanyol.
- 23 de gener - Castries, Saint Lucia (Imperi Britànic): William Arthur Lewis, economista britànic, Premi Nobel d'Economia de l'any 1979 (m. 1991).
- 5 de febrer - Nova York (EUA): Robert Hofstadter, físic estatunidenc, Premi Nobel de Física de l'any 1961 (m. 1990).[21]
- 22 de febrer - El Caire, Egipte: Tahia Carioca, actriu i ballarina de dansa del ventre (m.1999).
- 25 de febrer - Lleó: Aida Lafuente Penaos, militant revolucionària lleonesa, que morí en la Revolució d'Astúries de 1934 (m. 1934).[22]
- 26 de febrer - Klerksdorp, Transvaal: Elizabeth Françoise Eybers, escriptora sud-africana, poeta en llengua afrikaans (m. 2007).[23]
- 28 de febrer - Rio de Janeiro (Brasil): Peter Medawar, zoòleg i biòleg anglès d'origen brasiler, Premi Nobel de Medicina o Fisiologia de l'any 1960 (m. 1987).[24]
- 2 de març - Tianjin (Xina) Shi Hui, dramaturg, guionista, actor i director de teatre i de cinema xinès (m. 1957).[25]
- 20 de març - Arkansas: Rosetta Tharpe, cantant i guitarrista nord-americana (m.1973).[26]
- 7 d'abril - Baltimore, Maryland (EUA):: Billie Holiday, cantant, una de les veus femenines més importants i influents del jazz (m. 1959).[27]
- 20 d'abril - Rio de Janeiro, Brasil: Aurora Miranda, cantant brasilera, germana de Carmen Miranda (m. 2005).[28]
- 21 d'abril - Chihuahua, estat de Chihuahua, Mèxic: Antonio Rudolfo Quinn Oaxaca, conegut com a Anthony Quinn, actor estatunidenc d'origen mexicà (m. 2001).
- 6 de maig - Kenosha, Wisconsin (els (EUA): Orson Welles, actor, guionista i director de cinema estatunidenc (m. 1985).
- 10 de maig - Londres: Monica Dickens, escriptora anglesa (m. 1992).[29]
- 15 de maig - Gary, Indiana, EUA: Paul Samuelson, economista guardonat amb el Premi Nobel d'Economia el 1970 (m. 2009).[30]
- 17 de maig - Kinkempois, Angleur, Lieja: Berthe di Vito-Delvaux, compositora belga (m. 2005).[31]
- 20 de maig - Kibbutz Degania, prop del llac de Tiberíades, Imperi Otomà: Moixé Dayan, militar i polític israelià (m. 1981).[5]
- 26 de maig - Decize, Nièvre: Marguerite Monnot, pianista i compositora francesa que acompanyà la carrera d'Édith Piaf (m. 1961).[32]
- 31 de maig - l'Havana (Cuba): Carmen Herrera Nieto, pintora i artista visual.[33]
- 9 de juny - Waukesha, Wisconsin: Les Paul, guitarrista de jazz nord-americà (m. 2009).
- 10 de juny - Lachine (Canadà). Saul Bellow, escriptor nord-americà, Premi Nobel de Literatura de l'any 1976 (m. 2005).[34]
- 15 de juny - 
  - Ann Arbor, Michigan, EUA: Thomas Huckle Weller, bacteriòleg estatunidenc, Premi Nobel de Medicina o Fisiologia de 1954 (m. 2008).[35]
  - Purwokerto, Índies Orientals Neerlandeses: Nini Arlette Theilade, ballarina de ballet i coreògrafa danesa (m. 2018).
- 16 de juny - Vicenza, Itàlia: Mariano Rumor, primer ministre d'Itàlia (m. 1990).[36]
- 7 de juliol - Birmingham, Alabama (EUA): Margaret Walker, poeta i narradora dels Estats Units. Part del moviment literari afroamericà de Chicago (m. 1998).[37]
- 15 de juliol - Sauce, Corrientes: Alicia Zubasnabar, fundadora d'Àvies de Plaza de Mayo.[38]
- 28 de juliol - Greenville, Carolina del Sud (EUA): Charles Hard Townes, físic nord-americà, Premi Nobel de Física de l'any 1964 (m. 2015).[39]
- 31 de juliol - Nuño Gómez, Toledo (Espanya): Simón Sánchez Montero, polític espanyol, destacat dirigent del Partit Comunista d'Espanya (PCE) (m. 2006).[40]
- 27 d'agost - Washington DC (EUA): Norman Foster Ramsey, físic nord-americà, Premi Nobel de Física de l'any 1989 (m. 2011).[41]
- 19 de setembre - Monessen, Pennsilvània: Blanche Thebom, mezzo-soprano nord-americana d'origen suec (m. 2010).[42]
- 23 de setembre - Pittsburgh, Pensilvània (EUA): Clifford Shull, físic nord-americà, Premi Nobel de Física de l'any 1994 (m. 2001).
- 7 d'octubre - Odessa, llavors Imperi Rus: Margarita Aliguer, poeta, bibliotecària, periodista i traductora russa i soviètica (m. 1992).[43]
- 15 d'octubre - Różana, Polònia (avui Ruzhany, Belarús)ː Yitshaq Xamir, Primer ministre d'Israel de 1983 a 1984 i de 1986 a 1992 (m. 2012).[44]
- 17 d'octubre - Nova York (els EUA): Arthur Miller, escriptor i guionista nord-americà (m. 2005).[45]
- 13 de novembre - Pavia: Carla Marangoni, gimnasta artística italiana que va competir durant la dècada de 1920 (m. 2018).[46]
- 19 de novembre - Burlingame, Kansas (EUA): Earl Wilbur Sutherland Jr., metge estatunidenc, Premi Nobel de Medicina o Fisiologia de l'any 1971 (m. 1974).
- 25 de novembre - Valparaíso, Xile: Pinochet, militar i polític xilè.
- 30 de novembre - Neudorf, Canadà: Henry Taube, químic nord-americà, Premi Nobel de Química de l'any 1983 (m. 2005).
- 9 de desembre - Jarocin, Prússia, actual Polònia: Elisabeth Schwarzkopf, soprano alemanya, posteriorment britànica (m. 2006).[47]
- 12 de desembre - Hoboken, Nova Jersey, Estats Units: Frank Sinatra, actor i cantant estatunidenc (m. 1998).[48]
- 15 de desembre - Amsterdam, Carel Kneulman, escultor, il·lustrador i artista gràfic neerlandès.
- 19 de desembre - París, França: Édith Piaf, cantant francesa (m. 1963).[49]
- 20 de desembre - Tolosa: Cecilia G. de Guilarte, reportera de guerra i escriptora basca exiliada.[50]

## Necrològiques
Països Catalans
- 24 de febrer - Cabrils: Emília Carles i Tolrà, empresària i mecenes, primera marquesa de Castellar del Vallès (n. 1848).[51]
- 16 de març - Lleida, el Segrià: Xavier Gosé i Rovira, dibuixant i pintor català (n. 1876).
- 9 de maig - Neuville-Saint-Vaast, Pas de Calais (França): Pere Ferrés-Costa, poeta, pedagog icorresponsal de guerra (n. 1888).[1]
- 13 de juny -Barcelona: Cels Gomis i Mestre, folklorista i enginyer català (n. 1841).[52]

Resta del món
- Alois Ladislov Vymetal, compositor txec
- 26 de gener - Madrid, Espanya: Francisco Moliner Nicolás, metge i polític valencià (n. 1851).
- 3 de febrer - Mulanje, Nyasalàndia: John Chilembwe, pastor baptista i revolucionari contra el colonialisme (n. 1871).[53]
- 24 de març - Londres: Margaret Lindsay Huggins, astrònoma (n. 1848).[54]
- 4 d'abril - Marchéville-en-Woëvre (França): Louis Pergaud, escriptor francès, Premi Goncourt de l'any 1910 (n. 1882).[55]
- 20 d'abril - Hamburg: Ludwig Friederichsen, geògraf, cartògraf, editor, llibreter, i polític colonial alemany.
- 21 d'abril - Filadelfia, Pennsilvània (EUA): Frederick Winslow Taylor, enginyer (n. 1856)
- 27 d'abril (14 d'abril de l'antic calendari) - Moscou, Rússia: Aleksandr Skriabin, compositor rus (n. 1872).[56]
- 20 de juny - Berlín (Imperi Germànic): Emil Rathenau, empresari alemany. La seva figura tingué una gran prominència en el desenvolupament de la indústria elèctrica a Europa (n. 1838).[57]
- 2 de juliol - París, França: Porfirio Díaz, militar i President de Mèxic (n.1830)[5]
- 20 d'agost - Hamburg, Alemanya: Paul Ehrlich, bacteriòleg alemany, Premi Nobel de Medicina o Fisiologia de 1908 (n. 1854).[58]
- Roma: Pietro-Battista Farinelli de Falconara, compositor.